# 麻倉あきら
麻倉 あきら（あさくら あきら、1968年11月19日 - ）は、日本の歌手である。本名：斉藤 さおり（さいとう さおり）。愛称は、本名にちなみ「さお」。愛知県名古屋市出身。MUV RINOIE所属。170cmの高い身長が特徴。

## 概要
1984年、「第3回ミスセブンティーン・コンテスト」で、歴代最大応募総数18万325人の中から準グランプリを受賞（グランプリは松本典子と網浜直子）。なお、当コンテストでは中原めいこの『君たちキウイ・パパイア・マンゴーだね。』を歌い、渡辺美里と最優秀歌唱賞も最後まで競い合った。17歳だった1986年、ハートブレイカーズ（後のBaBe）を従えて「斉藤さおり&ハートブレイカーズ」名義でライブ活動を行い、同年9月5日、CBS/SONYより本名の「斉藤さおり」名義でシングル『サバンナの熱風』でメジャー・デビュー。
1989年、PLATZにレコード会社を移籍、移籍第一弾アルバム『LADY』を発売する。また、サウンド面では、今までのアメリカンロックのスタイルからハードロックへと転向する。
1993年に麻倉晶（あさくら あきら）に改名してシングル『ベイビーリップス』で再デビュー。1995年にボイストレーニングのため渡米し、帰国後の1996年に結成されたROmantic Modeにボーカルとして参加している。
麻倉晶、ROmantic Modeと度々再デビューする際に営業戦略上過去の楽曲との繋がりを断ち切らざるを得ず、好きな歌を歌えないジレンマに悩んでいたという。さらにROmantic Modeの東芝EMIへの移籍とその後の活動休止が加わり、音楽業界との付き合いに疲れ2000年ごろから活動を休止。その後親交のあった潮崎裕己にミュージカルのオーディションを受ける相談をしたことがきっかけとなり音楽活動の再開を勧められ、2003年からSAORIとしてライブ活動を再開。
2005年6月1日に、自身のウェブサイトで麻倉あきらに改名して音楽活動を再開することを発表、6月18日に開催されたOVA『最終兵器彼女 Another love song』完成披露試写会において『真夜中の虹 〜everlasting love〜』を披露し、復活を果たした。同曲は、ミラクル・バスの社長が井上大輔のマネージャーを生前務めていた関係から井上の未発表楽曲も管理もしており、その未発表楽曲の中から「最終兵器彼女 Another love song」の音楽プロデューサーが選曲したものであるという。
2007年春、森川美穂とユニットを組み、テレビ東京系アニメ『史上最強の弟子ケンイチ』のオープニングテーマ曲「ヤッホー」を担当。
2011年10月19日デビュー25周年記念アルバム『i』（アイ） を本名の斉藤さおり名義で発売。アルバム収録曲である「SAYONARA」と「ケレド望ム」がiTunes Store、レコチョク、mu-mo、dwangoなどでシングルとして9月14日に先行配信された。
2012年4月、ボーカルスクール『SPACEY Artist Academy.』を設立。
2014年、ソニー・ミュージックのオーダーメイドファクトリーで、エントリー後過去史上最短約2日で商品化決定。12月18日に斉藤さおり『ゴールデン☆ベスト リミテッド』（2枚組）を発売。
現在は営業上のしがらみから解放され全名義の楽曲を自身のライブで披露している。歌手活動に加えスタジオコーラスやボイストレーナーとしても活動している。また「スーパーアニソン魂2008“夏の陣”」への出演を皮切りにアニソン関連のライブイベントへも出演するようになった。
2016年11月22日には、渋谷TSUTAYA O-WESTにてデビュー30周年記念ライブを開催。バンドメンバーには、普段のライブでも周りを固める西山史晃、田中一光、山崎淳、太田公一の他、MariNa（ヴァイオリン）、麻生ウラ（コーラス）、歌蘭（コーラス）が揃い、ゲストとして楽曲提供、プロデュース、ユニット結成などで関わってきた鵜島仁文、川添智久、森川美穂、是永巧一、西田昌史、Rie.a.k.a.Suzakuら豪華アーティストが参加した。

## 略歴
- 1984年 - ミスセブンティーンコンテストで応募総数18万325人の中から準優勝。
- 1986年 - 斉藤さおりとして「サバンナの熱風」でデビュー。
- 1993年 - 麻倉晶として「ベイビーリップス」で再デビュー。
- 1995年 - ボイストレーニングのため渡米。
- 1996年 - ROmantic Mode結成。
- 2005年（3〜5月頃?） - spacey produce所属。
- 2005年12月 - 麻倉あきらとして「真夜中の虹 〜everlasting love〜」（OVA『最終兵器彼女 Another love song』主題歌） で再デビュー。
- 2005年7月 - 麻倉晶として活動していた頃の担当マネージャーが社長を務める芸能事務所ミラクル・バスに所属。
- 2007年1月1日 - MUV RINOIEに移籍。
- 2007年4月 - DIVA×DIVA（ディーバディーバ）を森川美穂と結成。ユニット名は公募にて。
- 2007年8月 - DIVA×DIVA名義「ヤッホー」（テレビ東京系アニメ『史上最強の弟子ケンイチ』オープニングテーマ曲）で再デビュー。
- 2011年10月 - 本名の斉藤さおり名義でデビュー25周年記念アルバム『i』（アイ）を発売。

## 備考
ミスセブンティーン84のオーディションの頃から、女優の網浜直子とは未だに大親友。本人は家族といっても過言ではないといっている。1988年発売アルバム『FOLLOW MY HEART』収録曲「Ammie」は網浜との友情を描いた彼女の自作。デビュー前、地元名古屋でモデルとして活動。過去に斉藤さおりの名で活動していた頃、ラジオ関西で金曜深夜に放送されていた『RASUKIN BAY NIGHTS』で今田耕司と共にレギュラー出演していたことがある。岡村隆史の大ファンで、常にレギュラー番組を録画しているとのこと。
斉藤さおり名義の1stアルバム『Kiss me, Good bye』収録の浜田麻里のカバー曲「KEEP ON DREAMS」は、デビュー前ボイストレーニングで本人が練習曲として使用していた曲で、あまりにもすばらしい歌いっぷりと判断されアルバム収録となった。
麻倉晶の名で活動していた頃に、恵俊彰司会のラジオにゲスト出演。恵からマリリン・モンロー、マドンナ に顔が似ていると言われていた。
幼い頃から歌が好きであったため、音楽の道へ進めようと両親も考えていた。ミス・セブンティーンコンテスト参加以前にジャズシンガーとしてプロデビューする機会があったものの、父親の急逝により立ち消えとなった。自身のライブの際にバンドメンバーに手弁当を振舞う。愛猫家であり拾い猫の「空」を飼っており、ブログも書いている。また友人から里親探しを頼まれた猫をジョー・リノイエに譲っている。本人の弁によると英語は得手としていない。S.S.Sのライブの際には洋楽のカバーを演目に取り入れていたが、「素面ではとても唄えない」とジャックダニエルの200ml瓶を空けたという。その結果ステージ上でふらふらになり、その上潮崎裕己には「さお、酒臭い」と言われる有様であったという。ガンダム関連イベント等で共演した川添智久はかつて斉藤さおりバンドのオーディションを受け不合格になっていたことがある。また鵜島仁文やMIQとは飲み仲間になっている。

## 作品
ここでは「斉藤さおり」名義、「麻倉晶」名義および「麻倉あきら」名義の作品について取り上げる。「ROmantic Mode」名義の作品についてはROmantic Modeの項を、「DIVA×DIVA」名義の作品についてはDIVA×DIVAの項を参照のこと。

### シングル

#### 斉藤さおり
- サバンナの熱風（1986年9月5日発売・CBS/SONY）オリコン最高位91位
- 涙をGET AWAY （1987年3月21日発売・CBS/SONY）
- MR. MORNING SUN （1987年6月21日・CBS/SONY）オリコン最高位111位
- I NEED YOUR LOVIN' （1987年11月1日・CBS/SONY）オリコン最高位114位
- DREAMS COME TRUE 〜この街のどこかで〜（1988年8月1日・CBS/SONY）オリコン最高位122位
- ONLY IN YOUR HEART （1988年11月2日・CBS/SONY）オリコン最高位117位
- 目がすべて （1989年9月21日・PLATZ）
- サソリスト （1990年7月21日・PLATZ）

#### 麻倉晶
- ベイビーリップス （1993年3月3日発売・ROCK IT RECORDS RODL-2001）オリコン最高位22位
- Time has no season （1993年6月11日発売・ROCK IT RECORDS RODL-2002）オリコン最高位91位
- 炎のラヴチェイス （1993年10月21日発売・ROCK IT RECORDS RODL-2003）オリコン最高位93位
- LOVELOVE （1994年10月26日発売・パイオニアLDC PIDL-1137）
- fantasia （1998年7月1日発売・バンダイミュージック APDAｰ256）オリコン最高位99位
- この愛が終わらないように （1998年11月21日発売・バンダイミュージック APDAｰ271）

#### 麻倉あきら
- 真夜中の虹 〜everlasting love〜（2005年12月7日発売・徳間ジャパンコミュニケーションズ TKCA-72967）オリコン最高位179位

### アルバム

#### 斉藤さおり
- Kiss me, Good bye （1986年09月21日・CBS/SONY LP:28AH-2079/CD:32DH-496） オリコン最高位48位
- BETTER DAYS （1987年05月21日・CBS/SONY LP:28KH-2192/CD:32DH-676/CT:28KH-2192） オリコン最高位36位
- I NEED YOUR LOVIN' （1987年11月01日・CBS/SONY LP:28KH-2254/CD:32DH-828/CT:28KH-2336） オリコン最高位 （LP）39位 （CD）38位
- FOLLOW MY HEART （1988年7月1日・CBS/SONY 32DH-5078） オリコン最高位 （LP）46位 （CD）51位
- JUST FOR TODAY （1988年7月21日・CBS/SONY 15EH-8043）
- LADY （1989年9月21日発売・PLATZ P32G-10） オリコン最高位64位
- Loose （1990年7月21日発売・PLATZ PLCP-17） オリコン最高位91位
- Love' Less （1991年・PLATZ PLCP-33）
- i （2011年10月19日発売・レティアール LRS-1001）
- 斉藤さおり　ゴールデン☆ベスト リミテッド（2枚組）（2014年12月18日発売・Sony Music Direct(Japan)Inc. DQCL549/550）

#### 麻倉晶
- SPREAD COLORS（1993年5月25日発売・ROCK IT RECORDS ROCL-2001）　オリコン80位

### 映像ソフト

#### 斉藤さおり
- I NEED YOUR LOVIN'（1988年・CBS/SONY 32VH-2011、CDビデオ）
- occasion（2013年・Show Boat LTD-1002、DVD）

#### 麻倉あきら
- 「生誕30周年祭 in NAGOYA ガンダム THE FIRST」伝説の3DAYS 永久保存版 （2010年9月24日・バンダイビジュアル BCBE-3925、DVD）

### 参加アルバム

#### 斉藤さおり
- KOSHIEN OF DREAMS 〜夢のかたち〜 （1991年6月21日発売・PLATZ PLCP-30）

#### 麻倉あきら
- 2009「翔べ!ガンダム」&「永遠にアムロ」 （2009年10月21日発売、flying DOG VTCL-35130）
- 姉うた -80〜90's GIRL POP NON-STOP COVER- （2010年6月30日発売、avex trax AVCD-38066）

### 楽曲タイアップ

#### 斉藤さおり
- MUSIC <I love youがかすれて> （『Kiss me, Good bye』収録）
  - OVA『ウォナビーズ』EDテーマ
- MR. MORNING SUN
  - '87ANA北海道CMソング
- DREAMES COME TRUE 〜この街のどこかで〜
  - 世界デザイン博覧会イメージソング
- ONLY IN YOUR HEART
  - テレビ東京系 SALOMON『SKI NOW '89』テーマソング
- 目がすべて（『LADY』収録）
  - オリジナルビデオ『首都高速トライアル2』主題歌
- 長電話のバラード（『LADY』収録）
  - オリジナルビデオ『首都高速トライアル2』挿入歌
- Shine through （『i』収録「茜色」別バージョン）
  - FM AICHI 『Aim at Wedding!!』 EDテーマ （2012年4月-）

#### 麻倉晶
- ベイビーリップス
  - 資生堂『レシェンテ』'93スプリング プロモーション CF-SONG
- 炎のラヴチェイス
  - ダイハツ『シャレード デ・トマソ』CFイメージソング
- Catch Your Train 〜風を抱きしめたい〜
  - 鉄道の日イメージソング
- fantasia
  - コカ・コーラ『コカ・コーラ ライト』CFソング

#### 麻倉あきら
- 真夜中の虹 〜everlasting love〜
  - OVA『最終兵器彼女 Another love song』主題歌
- EXTRICATION
  - ニンテンドー3DS・PlayStation Portable用ゲームソフト『ロストヒーローズ』主題歌
  - 未音源化、『スーパーヒーロージェネレーション スペシャルサウンドエディション』にフルサイズ版を収録

## 出演

### オリジナルビデオ
- 首都高速トライアル2（1990年7月6日、にっかつ）

### テレビ
- ベストサウンドIII（1987年4月6日-6月29日、NHK教育テレビジョン） - アシスタント

### ラジオ
- 麻倉晶のこの夜が終わらないように（1998年、東海ラジオ放送）
- コーク・サウンド・シャッフル（エフエム愛知）[1]

## サポートメンバー
- Guitar
  - 是永巧一
  - 本田毅
  - 山崎淳
- Bass
  - 西山史晃 (ex. ROGUE)
- Drums
  - 田中一光
- Keyboards
  - 潮崎裕己 (ex. UP-BEAT)
  - 太田公一